# Richard C. Raack
Richard Charles Raack  (* 10. Juli 1928 im Los Angeles County, Kalifornien; † 29. Dezember 2019 im Berlin, Deutschland) war ein US-amerikanischer Geschichtswissenschaftler.
Er erwarb an der University of California in Los Angeles 1950 seinen Bachelor of Arts und 1953 seinen Master. An der Harvard University erwarb er 1957 seinen Ph.D. mit der Arbeit The Course of Political Idealism in Prussia, 1806-13.
1965 wurde er Professor für moderne europäische Geschichte an der California State University, East Bay. Nach seiner Emeritierung im Jahr 1990 setzte er seine Forschung in den großen Archiven in West- und Osteuropa, darunter Berlin und Moskau, und an der Stanford University der Hoover Institution fort. Seine Forschungen haben ihn davon überzeugt, dass viele Wissenschaftler die enge Allianz zwischen Hitler und Stalin als auslösende Ursache des Zweiten Weltkrieges unterschätzen.

## Veröffentlichungen
- The fall of Stein;  1965
- Historiography as cinematography ; 1983
- Stalin fixes the Oder-Neisse Line ; 1990
- Stalin’s drive to the West, 1938–1945  :: the origins of the Cold War; 1995
- Polska i Europa w planach Stalina
- Die Vereinigten Staaten von Amerika und der Aufstand in der DDR vom 17. Juni 1953
- Geneza ataku na ZSRR w ?wietle niemieckich dokumentów wojskowych
- Isto?nik iz vys?ich krugov Kominterna o planach Stalina, svjazannych so vtoroj mirovoj vojnoj
- Storm of Fire: World War II and the Destruction of Dresden.; 1978 (Film)
- Stalin Plans his Post-War Germany, in: Journal of Contemporary History 28 (1993)
- Stalin Fixes the Oder-Neisse Line, in: Journal of Contemporary History. Vol. 25 (1990)
- Stalin's Plans for World War II, in: JCH 26 (1991), S. 215–227